# Hippopotamyrus macrops
Hippopotamyrus macrops är en fiskart som först beskrevs av Boulenger, 1909.  Hippopotamyrus macrops ingår i släktet Hippopotamyrus och familjen Mormyridae. IUCN kategoriserar arten globalt som livskraftig. Inga underarter finns listade i Catalogue of Life.